# Liste des planètes mineures non numérotées découvertes en mai 2014
Pour un article plus général, voir Liste des planètes mineures non numérotées découvertes en 2014.
Pour un article plus général, voir Liste des planètes mineures.
Cet article dresse la liste des planètes mineures (astéroïdes, centaures, objets transneptuniens et assimilés) non numérotées découvertes en mai 2014 dans l'ordre de leur découverte.
Au 15 janvier 2025, 661 077 des 1 434 993 planètes mineures répertoriées par le Centre des planètes mineures ne sont pas encore numérotées, soit 46,07 %.

## Rappel concernant la désignation provisoire
La désignation provisoire indique l'ordre de découverte de ces objets. En effet, cette désignation est composée de l'année de découverte (par exemple 2014) suivie de la quinzaine (demi-mois) de découverte (p.e. A = 1-15 janvier) puis de l'ordre de découverte dans cette quinzaine. Cet ordre est indiqué par une lettre et éventuellement un chiffre comme suit : A pour la première découverte, B pour la deuxième, ..., Z pour la 25e (le I n'est pas utilisé pour éviter la confusion avec 1), A1 pour la 26e, B1 pour la 27e, etc. , Z1 pour la 50e, A2 pour la 51e, B2 pour la 52e, etc. L'ordre de la numérotation ne suit donc pas l'ordre alphanumérique. 2014 AA1 suit ainsi 2014 AZ et précède 2014 AB1.

## Liste

### Du1erau 15 mai 2014
- 2014 JD
- 2014 JU
- 2014 JH1
- 2014 JL1
- 2014 JQ1
- 2014 JS1
- 2014 JT1
- 2014 JU1
- 2014 JV1
- 2014 JW1
- 2014 JE2
- 2014 JN2
- 2014 JO2
- 2014 JP2
- 2014 JQ2
- 2014 JR2
- 2014 JT2
- 2014 JV2
- 2014 JC3
- 2014 JK3
- 2014 JO3
- 2014 JY3
- 2014 JF4
- 2014 JH4
- 2014 JJ4
- 2014 JM4
- 2014 JT4
- 2014 JX4
- 2014 JD5
- 2014 JF5
- 2014 JJ5
- 2014 JK5
- 2014 JP5
- 2014 JR5
- 2014 JW5
- 2014 JY5
- 2014 JC6
- 2014 JD6
- 2014 JF6
- 2014 JG6
- 2014 JK6
- 2014 JP6
- 2014 JT6
- 2014 JU6
- 2014 JV6
- 2014 JW6
- 2014 JD7
- 2014 JF7
- 2014 JR7
- 2014 JC8
- 2014 JD8
- 2014 JH8
- 2014 JP8
- 2014 JR8
- 2014 JU8
- 2014 JV8
- 2014 JW8
- 2014 JY8
- 2014 JB9
- 2014 JC9
- 2014 JH9
- 2014 JM9
- 2014 JO9
- 2014 JB10
- 2014 JF10
- 2014 JN10
- 2014 JO10
- 2014 JP10
- 2014 JQ10
- 2014 JW10
- 2014 JA11
- 2014 JC11
- 2014 JD11
- 2014 JE11
- 2014 JH11
- 2014 JP11
- 2014 JQ11
- 2014 JV11
- 2014 JF12
- 2014 JG12
- 2014 JH12
- 2014 JK12
- 2014 JL12
- 2014 JO12
- 2014 JP12
- 2014 JW12
- 2014 JX12
- 2014 JY12
- 2014 JF13
- 2014 JP13
- 2014 JU13
- 2014 JV13
- 2014 JY13
- 2014 JR14
- 2014 JV14
- 2014 JW14
- 2014 JY14
- 2014 JZ14
- 2014 JB15
- 2014 JC15
- 2014 JD15
- 2014 JE15
- 2014 JF15
- 2014 JG15
- 2014 JH15
- 2014 JK15
- 2014 JN15
- 2014 JQ15
- 2014 JU15
- 2014 JH16
- 2014 JL16
- 2014 JA17
- 2014 JC17
- 2014 JQ17
- 2014 JT17
- 2014 JP18
- 2014 JT18
- 2014 JV18
- 2014 JB19
- 2014 JP19
- 2014 JT19
- 2014 JU19
- 2014 JE20
- 2014 JH20
- 2014 JK20
- 2014 JU20
- 2014 JW20
- 2014 JY20
- 2014 JQ21
- 2014 JV21
- 2014 JK22
- 2014 JO22
- 2014 JC23
- 2014 JM23
- 2014 JP23
- 2014 JQ23
- 2014 JU23
- 2014 JX23
- 2014 JO24
- 2014 JP24
- 2014 JQ24
- 2014 JR24
- 2014 JS24
- 2014 JU24
- 2014 JV24
- 2014 JW24
- 2014 JX24
- 2014 JZ24
- 2014 JB25
- 2014 JG25
- 2014 JH25
- 2014 JK25
- 2014 JL25
- 2014 JN25
- 2014 JP25
- 2014 JR25
- 2014 JS25
- 2014 JA26
- 2014 JM26
- 2014 JR26
- 2014 JS27
- 2014 JV27
- 2014 JW27
- 2014 JY27
- 2014 JR28
- 2014 JE29
- 2014 JM29
- 2014 JQ29
- 2014 JR29
- 2014 JS29
- 2014 JT29
- 2014 JU29
- 2014 JV29
- 2014 JX29
- 2014 JY29
- 2014 JC30
- 2014 JD30
- 2014 JE30
- 2014 JK30
- 2014 JL30
- 2014 JO30
- 2014 JP30
- 2014 JY30
- 2014 JZ30
- 2014 JA31
- 2014 JC31
- 2014 JR31
- 2014 JT31
- 2014 JV31
- 2014 JA32
- 2014 JG32
- 2014 JM32
- 2014 JT32
- 2014 JX32
- 2014 JD33
- 2014 JH33
- 2014 JK33
- 2014 JO33
- 2014 JS33
- 2014 JT33
- 2014 JZ33
- 2014 JB34
- 2014 JG34
- 2014 JQ34
- 2014 JR34
- 2014 JS34
- 2014 JX34
- 2014 JL35
- 2014 JP35
- 2014 JB36
- 2014 JD36
- 2014 JS36
- 2014 JW36
- 2014 JC37
- 2014 JF37
- 2014 JJ37
- 2014 JO37
- 2014 JP37
- 2014 JS37
- 2014 JH38
- 2014 JM38
- 2014 JP38
- 2014 JQ38
- 2014 JT38
- 2014 JX38
- 2014 JE39
- 2014 JL39
- 2014 JP39
- 2014 JB40
- 2014 JM40
- 2014 JP40
- 2014 JS40
- 2014 JW40
- 2014 JJ41
- 2014 JK41
- 2014 JM41
- 2014 JP41
- 2014 JQ41
- 2014 JC42
- 2014 JK42
- 2014 JC43
- 2014 JH44
- 2014 JO44
- 2014 JQ44
- 2014 JR44
- 2014 JV44
- 2014 JZ44
- 2014 JF45
- 2014 JH45
- 2014 JJ45
- 2014 JM45
- 2014 JX45
- 2014 JA46
- 2014 JE46
- 2014 JG46
- 2014 JR46
- 2014 JX46
- 2014 JE47
- 2014 JJ47
- 2014 JK47
- 2014 JO47
- 2014 JQ47
- 2014 JS47
- 2014 JY47
- 2014 JW48
- 2014 JY48
- 2014 JB49
- 2014 JD49
- 2014 JF49
- 2014 JG49
- 2014 JJ49
- 2014 JM49
- 2014 JO49
- 2014 JM50
- 2014 JP50
- 2014 JA51
- 2014 JB51
- 2014 JE51
- 2014 JL51
- 2014 JQ51
- 2014 JS51
- 2014 JY51
- 2014 JZ51
- 2014 JA52
- 2014 JE52
- 2014 JF52
- 2014 JK52
- 2014 JL52
- 2014 JX52
- 2014 JY52
- 2014 JD53
- 2014 JF53
- 2014 JG53
- 2014 JH53
- 2014 JM53
- 2014 JU53
- 2014 JZ53
- 2014 JA54
- 2014 JM54
- 2014 JR54
- 2014 JS54
- 2014 JT54
- 2014 JV54
- 2014 JW54
- 2014 JX54
- 2014 JY54
- 2014 JB55
- 2014 JC55
- 2014 JG55
- 2014 JJ55
- 2014 JL55
- 2014 JQ55
- 2014 JR55
- 2014 JS55
- 2014 JU55
- 2014 JV55
- 2014 JW55
- 2014 JF56
- 2014 JK56
- 2014 JR56
- 2014 JW56
- 2014 JX56
- 2014 JY56
- 2014 JZ56
- 2014 JB57
- 2014 JC57
- 2014 JD57
- 2014 JE57
- 2014 JF57
- 2014 JG57
- 2014 JH57
- 2014 JL57
- 2014 JM57
- 2014 JN57
- 2014 JO57
- 2014 JQ57
- 2014 JS57
- 2014 JC58
- 2014 JK58
- 2014 JQ58
- 2014 JS58
- 2014 JG59
- 2014 JJ60
- 2014 JB61
- 2014 JT61
- 2014 JV61
- 2014 JX61
- 2014 JE62
- 2014 JG62
- 2014 JH62
- 2014 JZ62
- 2014 JB63
- 2014 JT63
- 2014 JU63
- 2014 JB64
- 2014 JE64
- 2014 JM64
- 2014 JO64
- 2014 JP64
- 2014 JS64
- 2014 JX64
- 2014 JA65
- 2014 JB65
- 2014 JC65
- 2014 JJ65
- 2014 JR65
- 2014 JW65
- 2014 JY65
- 2014 JA66
- 2014 JB66
- 2014 JK66
- 2014 JM66
- 2014 JZ66
- 2014 JA67
- 2014 JQ67
- 2014 JR67
- 2014 JU67
- 2014 JX67
- 2014 JA68
- 2014 JB68
- 2014 JF68
- 2014 JL68
- 2014 JO68
- 2014 JP68
- 2014 JT68
- 2014 JU68
- 2014 JC69
- 2014 JK69
- 2014 JL69
- 2014 JN69
- 2014 JW69
- 2014 JY69
- 2014 JD70
- 2014 JF70
- 2014 JG70
- 2014 JH70
- 2014 JJ71
- 2014 JM71
- 2014 JQ71
- 2014 JW71
- 2014 JX71
- 2014 JG72
- 2014 JP72
- 2014 JQ72
- 2014 JW72
- 2014 JD73
- 2014 JK73
- 2014 JM73
- 2014 JX73
- 2014 JY73
- 2014 JH74
- 2014 JM74
- 2014 JU74
- 2014 JW74
- 2014 JX74
- 2014 JC75
- 2014 JD75
- 2014 JJ75
- 2014 JQ75
- 2014 JW75
- 2014 JC76
- 2014 JD76
- 2014 JG76
- 2014 JO76
- 2014 JW76
- 2014 JZ76
- 2014 JA77
- 2014 JD77
- 2014 JG77
- 2014 JJ77
- 2014 JZ77
- 2014 JF78
- 2014 JH78
- 2014 JK78
- 2014 JL78
- 2014 JM78
- 2014 JO78
- 2014 JS78
- 2014 JQ79
- 2014 JR79
- 2014 JS79
- 2014 JT79
- 2014 JU79
- 2014 JV79
- 2014 JW79
- 2014 JX79
- 2014 JY79
- 2014 JE80
- 2014 JO80
- 2014 JT80
- 2014 JU80
- 2014 JV80
- 2014 JY80
- 2014 JB81
- 2014 JD81
- 2014 JE81
- 2014 JG81
- 2014 JH81
- 2014 JJ81
- 2014 JK81
- 2014 JM81
- 2014 JN81
- 2014 JO81
- 2014 JP81
- 2014 JQ81
- 2014 JR81
- 2014 JS81
- 2014 JU81
- 2014 JV81
- 2014 JW81
- 2014 JX81
- 2014 JY81
- 2014 JZ81
- 2014 JC82
- 2014 JD82
- 2014 JE82
- 2014 JF82
- 2014 JG82
- 2014 JM82
- 2014 JN82
- 2014 JO82
- 2014 JP82
- 2014 JR82
- 2014 JS82
- 2014 JW82
- 2014 JB83
- 2014 JC83
- 2014 JE83
- 2014 JG83
- 2014 JH83
- 2014 JJ83
- 2014 JL83
- 2014 JM83
- 2014 JN83
- 2014 JP83
- 2014 JQ83
- 2014 JT83
- 2014 JV83
- 2014 JD84
- 2014 JH84
- 2014 JF85
- 2014 JR86
- 2014 JS87
- 2014 JU87
- 2014 JG88
- 2014 JK88
- 2014 JN88
- 2014 JO88
- 2014 JC89
- 2014 JK89
- 2014 JZ89
- 2014 JB90
- 2014 JD90
- 2014 JJ90
- 2014 JN90
- 2014 JP90
- 2014 JB91
- 2014 JD91
- 2014 JM91
- 2014 JR91
- 2014 JW91
- 2014 JZ91
- 2014 JA92
- 2014 JC92
- 2014 JL92
- 2014 JM92
- 2014 JO92
- 2014 JP92
- 2014 JS92
- 2014 JU92
- 2014 JY92
- 2014 JZ92
- 2014 JA93
- 2014 JB93
- 2014 JD93
- 2014 JF93
- 2014 JM93
- 2014 JP93
- 2014 JR93
- 2014 JS93
- 2014 JT93
- 2014 JU93
- 2014 JV93
- 2014 JW93
- 2014 JX93
- 2014 JY93
- 2014 JZ93
- 2014 JA94
- 2014 JB94
- 2014 JC94
- 2014 JD94
- 2014 JE94
- 2014 JF94
- 2014 JG94
- 2014 JH94
- 2014 JJ94
- 2014 JK94
- 2014 JL94
- 2014 JQ94
- 2014 JS94
- 2014 JU94
- 2014 JV94
- 2014 JW94
- 2014 JY94
- 2014 JZ94
- 2014 JB95
- 2014 JC95
- 2014 JD95
- 2014 JE95
- 2014 JF95
- 2014 JG95
- 2014 JH95
- 2014 JJ95
- 2014 JK95
- 2014 JP95
- 2014 JQ95
- 2014 JR95
- 2014 JS95
- 2014 JU95
- 2014 JV95
- 2014 JW95
- 2014 JY95
- 2014 JZ95
- 2014 JA96
- 2014 JB96
- 2014 JC96
- 2014 JD96
- 2014 JE96
- 2014 JF96
- 2014 JG96
- 2014 JH96
- 2014 JJ96
- 2014 JK96
- 2014 JL96
- 2014 JN96
- 2014 JO96
- 2014 JP96
- 2014 JQ96
- 2014 JR96
- 2014 JS96
- 2014 JT96
- 2014 JV96
- 2014 JW96
- 2014 JX96
- 2014 JZ96
- 2014 JA97
- 2014 JB97
- 2014 JC97
- 2014 JD97
- 2014 JE97
- 2014 JG97
- 2014 JH97
- 2014 JJ97
- 2014 JK97
- 2014 JL97
- 2014 JM97
- 2014 JO97
- 2014 JP97
- 2014 JQ97
- 2014 JR97
- 2014 JS97
- 2014 JT97
- 2014 JV97
- 2014 JW97
- 2014 JX97
- 2014 JY97
- 2014 JZ97
- 2014 JA98
- 2014 JB98
- 2014 JC98
- 2014 JD98
- 2014 JE98
- 2014 JF98
- 2014 JH98
- 2014 JK98
- 2014 JL98
- 2014 JM98
- 2014 JN98
- 2014 JP98
- 2014 JQ98
- 2014 JR98
- 2014 JS98
- 2014 JT98
- 2014 JV98
- 2014 JW98
- 2014 JX98
- 2014 JY98
- 2014 JB99
- 2014 JC99
- 2014 JE99
- 2014 JG99
- 2014 JH99
- 2014 JJ99
- 2014 JK99
- 2014 JL99
- 2014 JM99
- 2014 JN99
- 2014 JO99
- 2014 JQ99
- 2014 JS99
- 2014 JT99
- 2014 JW99
- 2014 JY99
- 2014 JZ99
- 2014 JC100
- 2014 JG100
- 2014 JH100
- 2014 JK100
- 2014 JL100
- 2014 JM100
- 2014 JN100
- 2014 JQ100
- 2014 JR100
- 2014 JS100
- 2014 JU100
- 2014 JX100
- 2014 JZ100
- 2014 JA101
- 2014 JB101
- 2014 JC101
- 2014 JE101
- 2014 JG101
- 2014 JK101
- 2014 JL101
- 2014 JM101
- 2014 JN101
- 2014 JO101
- 2014 JP101
- 2014 JQ101
- 2014 JS101
- 2014 JT101
- 2014 JU101
- 2014 JV101
- 2014 JW101
- 2014 JX101
- 2014 JY101
- 2014 JA102
- 2014 JB102
- 2014 JC102
- 2014 JD102
- 2014 JE102
- 2014 JF102
- 2014 JG102
- 2014 JH102
- 2014 JJ102
- 2014 JL102
- 2014 JM102
- 2014 JN102
- 2014 JO102
- 2014 JP102
- 2014 JQ102
- 2014 JR102
- 2014 JS102
- 2014 JU102
- 2014 JV102
- 2014 JX102
- 2014 JZ102
- 2014 JC103
- 2014 JD103
- 2014 JG103
- 2014 JH103
- 2014 JJ103
- 2014 JK103
- 2014 JL103
- 2014 JM103
- 2014 JN103
- 2014 JO103
- 2014 JP103
- 2014 JQ103
- 2014 JR103
- 2014 JS103
- 2014 JT103
- 2014 JU103
- 2014 JW103
- 2014 JX103
- 2014 JY103
- 2014 JA104
- 2014 JC104
- 2014 JD104
- 2014 JE104
- 2014 JF104
- 2014 JH104
- 2014 JJ104
- 2014 JK104
- 2014 JL104
- 2014 JM104
- 2014 JN104
- 2014 JO104
- 2014 JQ104
- 2014 JR104
- 2014 JS104
- 2014 JU104
- 2014 JV104
- 2014 JW104
- 2014 JX104
- 2014 JY104
- 2014 JZ104
- 2014 JC105
- 2014 JD105
- 2014 JG105
- 2014 JJ105
- 2014 JM105
- 2014 JY105
- 2014 JM106
- 2014 JP106
- 2014 JQ106
- 2014 JX106
- 2014 JY106
- 2014 JZ106
- 2014 JC107
- 2014 JE107
- 2014 JG107
- 2014 JH107
- 2014 JJ107
- 2014 JK107
- 2014 JL107
- 2014 JO107
- 2014 JQ107
- 2014 JU107
- 2014 JV107
- 2014 JW107
- 2014 JX107
- 2014 JY107
- 2014 JC108
- 2014 JD108
- 2014 JE108
- 2014 JF108
- 2014 JH108
- 2014 JJ108
- 2014 JK108
- 2014 JL108
- 2014 JM108
- 2014 JN108
- 2014 JP108
- 2014 JS108
- 2014 JW108
- 2014 JC109
- 2014 JD109
- 2014 JE109
- 2014 JK109
- 2014 JL109
- 2014 JO109
- 2014 JQ109
- 2014 JS109
- 2014 JT109
- 2014 JU109
- 2014 JW109
- 2014 JX109
- 2014 JY109
- 2014 JA110
- 2014 JE110
- 2014 JF110
- 2014 JG110
- 2014 JH110
- 2014 JJ110
- 2014 JL110
- 2014 JM110
- 2014 JN110
- 2014 JP110
- 2014 JQ110
- 2014 JR110
- 2014 JT110
- 2014 JU110
- 2014 JZ110
- 2014 JA111
- 2014 JB111
- 2014 JC111
- 2014 JD111
- 2014 JF111
- 2014 JG111
- 2014 JH111
- 2014 JJ111
- 2014 JL111
- 2014 JM111
- 2014 JN111
- 2014 JS111
- 2014 JT111
- 2014 JW111
- 2014 JA112
- 2014 JC112
- 2014 JD112
- 2014 JE112
- 2014 JF112
- 2014 JG112
- 2014 JH112
- 2014 JJ112
- 2014 JK112
- 2014 JL112
- 2014 JM112
- 2014 JP112
- 2014 JQ112
- 2014 JR112
- 2014 JT112
- 2014 JU112
- 2014 JV112
- 2014 JW112
- 2014 JX112
- 2014 JY112
- 2014 JZ112
- 2014 JB113
- 2014 JC113
- 2014 JD113
- 2014 JF113
- 2014 JG113
- 2014 JH113
- 2014 JJ113
- 2014 JK113
- 2014 JO113
- 2014 JP113
- 2014 JR113
- 2014 JS113
- 2014 JU113
- 2014 JX113
- 2014 JZ113
- 2014 JA114
- 2014 JB114
- 2014 JC114
- 2014 JD114
- 2014 JE114
- 2014 JF114
- 2014 JH114
- 2014 JJ114
- 2014 JM114
- 2014 JQ114
- 2014 JR114
- 2014 JS114
- 2014 JT114
- 2014 JU114
- 2014 JW114
- 2014 JZ114
- 2014 JA115
- 2014 JB115
- 2014 JC115
- 2014 JD115
- 2014 JE115
- 2014 JF115
- 2014 JJ115
- 2014 JO115
- 2014 JP115
- 2014 JQ115
- 2014 JR115
- 2014 JS115
- 2014 JT115
- 2014 JV115
- 2014 JW115
- 2014 JX115
- 2014 JY115
- 2014 JZ115
- 2014 JA116
- 2014 JB116
- 2014 JC116
- 2014 JD116
- 2014 JE116
- 2014 JF116
- 2014 JG116
- 2014 JH116
- 2014 JJ116
- 2014 JK116
- 2014 JL116
- 2014 JM116
- 2014 JO116
- 2014 JP116
- 2014 JQ116
- 2014 JR116
- 2014 JS116
- 2014 JT116
- 2014 JU116
- 2014 JV116
- 2014 JW116
- 2014 JX116
- 2014 JY116
- 2014 JZ116
- 2014 JA117
- 2014 JC117
- 2014 JD117
- 2014 JE117
- 2014 JF117
- 2014 JG117
- 2014 JH117
- 2014 JK117
- 2014 JM117
- 2014 JN117
- 2014 JO117
- 2014 JP117
- 2014 JQ117
- 2014 JR117
- 2014 JS117
- 2014 JT117
- 2014 JU117
- 2014 JW117
- 2014 JX117
- 2014 JY117
- 2014 JZ117
- 2014 JA118
- 2014 JB118
- 2014 JC118
- 2014 JD118
- 2014 JE118
- 2014 JF118
- 2014 JG118
- 2014 JH118
- 2014 JL118
- 2014 JM118
- 2014 JO118
- 2014 JP118
- 2014 JQ118
- 2014 JR118
- 2014 JU118
- 2014 JW118
- 2014 JX118
- 2014 JZ118
- 2014 JB119
- 2014 JC119
- 2014 JE119
- 2014 JG119
- 2014 JJ119
- 2014 JK119
- 2014 JL119
- 2014 JM119
- 2014 JO119
- 2014 JP119
- 2014 JQ119
- 2014 JR119
- 2014 JS119
- 2014 JT119
- 2014 JU119
- 2014 JW119
- 2014 JX119
- 2014 JY119
- 2014 JZ119
- 2014 JA120
- 2014 JB120
- 2014 JC120
- 2014 JD120
- 2014 JE120
- 2014 JF120
- 2014 JG120
- 2014 JH120
- 2014 JJ120
- 2014 JK120
- 2014 JL120
- 2014 JM120
- 2014 JO120
- 2014 JP120
- 2014 JQ120
- 2014 JR120
- 2014 JT120
- 2014 JU120
- 2014 JV120
- 2014 JW120
- 2014 JY120
- 2014 JZ120
- 2014 JB121
- 2014 JC121
- 2014 JE121
- 2014 JF121
- 2014 JG121
- 2014 JH121
- 2014 JJ121
- 2014 JK121
- 2014 JL121
- 2014 JM121
- 2014 JN121
- 2014 JO121
- 2014 JP121
- 2014 JQ121
- 2014 JS121
- 2014 JT121
- 2014 JU121
- 2014 JW121
- 2014 JX121
- 2014 JY121
- 2014 JZ121
- 2014 JA122
- 2014 JF122
- 2014 JG122
- 2014 JH122
- 2014 JJ122
- 2014 JK122
- 2014 JL122
- 2014 JM122
- 2014 JN122
- 2014 JO122
- 2014 JP122
- 2014 JQ122
- 2014 JS122
- 2014 JT122
- 2014 JU122
- 2014 JV122
- 2014 JW122
- 2014 JY122
- 2014 JZ122
- 2014 JA123
- 2014 JE123
- 2014 JF123
- 2014 JG123
- 2014 JJ123
- 2014 JK123
- 2014 JL123
- 2014 JO123
- 2014 JR123
- 2014 JS123
- 2014 JT123
- 2014 JU123
- 2014 JV123
- 2014 JW123
- 2014 JX123
- 2014 JY123
- 2014 JZ123
- 2014 JB124
- 2014 JC124
- 2014 JD124
- 2014 JE124
- 2014 JF124
- 2014 JH124
- 2014 JJ124
- 2014 JK124
- 2014 JL124
- 2014 JM124
- 2014 JN124
- 2014 JO124
- 2014 JP124
- 2014 JQ124
- 2014 JR124
- 2014 JS124
- 2014 JT124
- 2014 JU124
- 2014 JV124
- 2014 JW124
- 2014 JX124
- 2014 JZ124
- 2014 JA125
- 2014 JB125
- 2014 JC125
- 2014 JD125
- 2014 JE125
- 2014 JF125
- 2014 JG125
- 2014 JH125
- 2014 JJ125
- 2014 JK125
- 2014 JL125
- 2014 JM125
- 2014 JN125
- 2014 JS125
- 2014 JT125
- 2014 JU125
- 2014 JV125
- 2014 JZ125
- 2014 JC126
- 2014 JE126
- 2014 JF126
- 2014 JG126
- 2014 JH126
- 2014 JJ126
- 2014 JK126
- 2014 JL126
- 2014 JM126
- 2014 JN126
- 2014 JO126
- 2014 JP126
- 2014 JR126
- 2014 JT126
- 2014 JV126
- 2014 JW126
- 2014 JY126
- 2014 JZ126
- 2014 JA127
- 2014 JB127
- 2014 JC127
- 2014 JH127
- 2014 JL127
- 2014 JM127
- 2014 JN127
- 2014 JO127
- 2014 JP127
- 2014 JR127
- 2014 JU127
- 2014 JV127
- 2014 JW127
- 2014 JX127
- 2014 JY127
- 2014 JA128
- 2014 JB128
- 2014 JD128
- 2014 JL128
- 2014 JM128
- 2014 JN128
- 2014 JO128
- 2014 JP128
- 2014 JQ128
- 2014 JR128
- 2014 JS128
- 2014 JT128
- 2014 JU128
- 2014 JV128
- 2014 JW128
- 2014 JX128
- 2014 JY128
- 2014 JZ128
- 2014 JA129
- 2014 JB129
- 2014 JC129
- 2014 JD129
- 2014 JE129
- 2014 JF129
- 2014 JH129
- 2014 JK129
- 2014 JL129
- 2014 JM129
- 2014 JN129
- 2014 JO129
- 2014 JP129
- 2014 JQ129
- 2014 JR129
- 2014 JS129
- 2014 JT129
- 2014 JU129
- 2014 JV129
- 2014 JW129
- 2014 JX129
- 2014 JY129
- 2014 JZ129
- 2014 JA130
- 2014 JB130
- 2014 JD130
- 2014 JE130
- 2014 JF130
- 2014 JG130
- 2014 JJ130
- 2014 JK130
- 2014 JL130
- 2014 JM130
- 2014 JO130
- 2014 JP130
- 2014 JR130
- 2014 JS130
- 2014 JU130
- 2014 JX130
- 2014 JZ130
- 2014 JB131
- 2014 JD131
- 2014 JF131
- 2014 JG131
- 2014 JH131
- 2014 JJ131
- 2014 JK131
- 2014 JL131
- 2014 JM131
- 2014 JN131
- 2014 JO131
- 2014 JP131
- 2014 JR131
- 2014 JS131
- 2014 JT131
- 2014 JU131
- 2014 JV131
- 2014 JW131
- 2014 JX131
- 2014 JY131
- 2014 JZ131
- 2014 JA132
- 2014 JC132
- 2014 JD132
- 2014 JF132
- 2014 JG132
- 2014 JH132
- 2014 JJ132
- 2014 JK132
- 2014 JL132
- 2014 JN132
- 2014 JO132
- 2014 JP132
- 2014 JQ132
- 2014 JR132
- 2014 JS132
- 2014 JT132
- 2014 JU132
- 2014 JV132
- 2014 JX132
- 2014 JY132
- 2014 JZ132
- 2014 JA133
- 2014 JB133
- 2014 JC133
- 2014 JD133
- 2014 JE133
- 2014 JF133
- 2014 JG133
- 2014 JH133
- 2014 JJ133
- 2014 JK133
- 2014 JL133
- 2014 JM133
- 2014 JO133
- 2014 JP133
- 2014 JQ133
- 2014 JR133
- 2014 JS133
- 2014 JT133
- 2014 JU133
- 2014 JV133
- 2014 JW133
- 2014 JX133
- 2014 JY133
- 2014 JZ133
- 2014 JB134
- 2014 JC134
- 2014 JD134
- 2014 JE134
- 2014 JG134
- 2014 JH134
- 2014 JJ134
- 2014 JL134
- 2014 JM134
- 2014 JN134
- 2014 JO134
- 2014 JP134
- 2014 JR134
- 2014 JS134
- 2014 JT134
- 2014 JU134
- 2014 JW134
- 2014 JX134
- 2014 JY134
- 2014 JZ134
- 2014 JA135
- 2014 JB135
- 2014 JC135
- 2014 JD135
- 2014 JE135
- 2014 JF135
- 2014 JG135
- 2014 JH135
- 2014 JJ135
- 2014 JK135
- 2014 JL135
- 2014 JM135
- 2014 JN135
- 2014 JO135
- 2014 JP135
- 2014 JQ135
- 2014 JR135
- 2014 JS135
- 2014 JT135
- 2014 JU135
- 2014 JV135
- 2014 JW135
- 2014 JX135
- 2014 JY135
- 2014 JZ135
- 2014 JA136
- 2014 JB136
- 2014 JC136
- 2014 JD136
- 2014 JE136
- 2014 JF136
- 2014 JG136
- 2014 JJ136
- 2014 JK136
- 2014 JL136
- 2014 JM136
- 2014 JN136
- 2014 JQ136
- 2014 JR136
- 2014 JS136
- 2014 JT136
- 2014 JU136
- 2014 JV136
- 2014 JW136
- 2014 JX136
- 2014 JY136
- 2014 JZ136
- 2014 JA137
- 2014 JB137
- 2014 JC137
- 2014 JD137
- 2014 JE137
- 2014 JF137
- 2014 JG137
- 2014 JH137
- 2014 JJ137
- 2014 JK137
- 2014 JL137
- 2014 JM137
- 2014 JN137
- 2014 JO137
- 2014 JP137
- 2014 JQ137
- 2014 JR137
- 2014 JS137
- 2014 JT137
- 2014 JU137
- 2014 JV137
- 2014 JX137
- 2014 JY137
- 2014 JA138
- 2014 JB138
- 2014 JC138
- 2014 JD138
- 2014 JE138
- 2014 JF138
- 2014 JG138
- 2014 JH138
- 2014 JJ138
- 2014 JK138
- 2014 JL138
- 2014 JM138
- 2014 JN138
- 2014 JO138
- 2014 JP138
- 2014 JQ138
- 2014 JR138
- 2014 JS138
- 2014 JT138
- 2014 JU138
- 2014 JV138
- 2014 JW138
- 2014 JX138
- 2014 JY138
- 2014 JZ138
- 2014 JA139
- 2014 JB139
- 2014 JC139
- 2014 JE139
- 2014 JF139
- 2014 JG139
- 2014 JH139
- 2014 JJ139
- 2014 JL139
- 2014 JM139
- 2014 JN139
- 2014 JO139
- 2014 JP139
- 2014 JQ139
- 2014 JR139
- 2014 JS139
- 2014 JT139
- 2014 JU139
- 2014 JV139
- 2014 JX139
- 2014 JY139
- 2014 JZ139
- 2014 JA140
- 2014 JB140
- 2014 JC140
- 2014 JD140
- 2014 JE140
- 2014 JF140
- 2014 JG140
- 2014 JH140
- 2014 JJ140
- 2014 JL140
- 2014 JM140
- 2014 JO140
- 2014 JQ140
- 2014 JR140
- 2014 JS140
- 2014 JT140
- 2014 JU140
- 2014 JV140
- 2014 JW140
- 2014 JX140
- 2014 JZ140
- 2014 JA141
- 2014 JB141
- 2014 JC141
- 2014 JD141
- 2014 JE141
- 2014 JF141
- 2014 JG141
- 2014 JH141
- 2014 JJ141
- 2014 JK141
- 2014 JL141
- 2014 JM141
- 2014 JN141
- 2014 JO141
- 2014 JP141
- 2014 JQ141
- 2014 JR141
- 2014 JS141
- 2014 JT141
- 2014 JU141
- 2014 JV141
- 2014 JW141
- 2014 JX141
- 2014 JY141
- 2014 JZ141
- 2014 JA142
- 2014 JB142
- 2014 JC142
- 2014 JD142
- 2014 JE142
- 2014 JF142
- 2014 JG142
- 2014 JH142
- 2014 JJ142
- 2014 JK142
- 2014 JL142
- 2014 JM142
- 2014 JN142
- 2014 JO142
- 2014 JP142
- 2014 JQ142
- 2014 JR142
- 2014 JS142
- 2014 JT142
- 2014 JU142
- 2014 JV142
- 2014 JW142
- 2014 JX142
- 2014 JY142
- 2014 JZ142
- 2014 JA143
- 2014 JB143
- 2014 JC143
- 2014 JE143
- 2014 JF143
- 2014 JG143
- 2014 JH143
- 2014 JK143
- 2014 JL143
- 2014 JM143
- 2014 JN143
- 2014 JO143
- 2014 JP143
- 2014 JQ143
- 2014 JR143
- 2014 JS143
- 2014 JT143
- 2014 JU143
- 2014 JW143
- 2014 JX143
- 2014 JY143
- 2014 JZ143
- 2014 JA144
- 2014 JB144
- 2014 JC144
- 2014 JD144
- 2014 JE144
- 2014 JF144
- 2014 JG144
- 2014 JH144
- 2014 JJ144
- 2014 JK144
- 2014 JL144
- 2014 JM144
- 2014 JN144
- 2014 JO144
- 2014 JP144
- 2014 JQ144
- 2014 JR144
- 2014 JS144
- 2014 JT144
- 2014 JU144
- 2014 JV144
- 2014 JW144
- 2014 JX144
- 2014 JY144
- 2014 JZ144
- 2014 JB145
- 2014 JD145
- 2014 JE145
- 2014 JF145
- 2014 JG145
- 2014 JH145
- 2014 JJ145
- 2014 JK145
- 2014 JL145
- 2014 JM145
- 2014 JN145
- 2014 JO145
- 2014 JP145
- 2014 JQ145
- 2014 JR145
- 2014 JS145
- 2014 JT145
- 2014 JU145
- 2014 JV145
- 2014 JW145
- 2014 JX145
- 2014 JY145
- 2014 JZ145
- 2014 JA146
- 2014 JB146
- 2014 JC146
- 2014 JD146
- 2014 JE146
- 2014 JF146
- 2014 JG146
- 2014 JH146
- 2014 JJ146
- 2014 JK146
- 2014 JL146
- 2014 JM146
- 2014 JN146
- 2014 JO146
- 2014 JP146
- 2014 JR146
- 2014 JU146
- 2014 JV146
- 2014 JW146
- 2014 JX146
- 2014 JY146
- 2014 JZ146
- 2014 JA147
- 2014 JB147
- 2014 JC147
- 2014 JE147
- 2014 JG147
- 2014 JH147
- 2014 JJ147
- 2014 JK147
- 2014 JM147
- 2014 JO147
- 2014 JP147
- 2014 JQ147
- 2014 JR147
- 2014 JS147
- 2014 JU147
- 2014 JV147
- 2014 JW147
- 2014 JX147
- 2014 JY147
- 2014 JA148
- 2014 JB148
- 2014 JC148
- 2014 JD148
- 2014 JE148
- 2014 JF148
- 2014 JG148
- 2014 JH148
- 2014 JJ148
- 2014 JK148
- 2014 JL148
- 2014 JM148
- 2014 JN148
- 2014 JO148
- 2014 JP148
- 2014 JQ148
- 2014 JR148
- 2014 JS148
- 2014 JT148
- 2014 JU148
- 2014 JV148
- 2014 JW148
- 2014 JX148
- 2014 JY148
- 2014 JZ148
- 2014 JA149
- 2014 JB149
- 2014 JC149
- 2014 JD149
- 2014 JE149
- 2014 JF149
- 2014 JG149
- 2014 JH149
- 2014 JK149
- 2014 JL149
- 2014 JM149
- 2014 JN149
- 2014 JO149
- 2014 JP149
- 2014 JQ149
- 2014 JR149
- 2014 JS149
- 2014 JT149
- 2014 JU149
- 2014 JV149
- 2014 JW149
- 2014 JX149
- 2014 JY149
- 2014 JZ149
- 2014 JA150
- 2014 JB150
- 2014 JC150
- 2014 JD150
- 2014 JE150
- 2014 JF150
- 2014 JG150
- 2014 JH150
- 2014 JJ150
- 2014 JK150
- 2014 JL150
- 2014 JM150
- 2014 JN150
- 2014 JO150
- 2014 JQ150
- 2014 JR150
- 2014 JS150
- 2014 JU150
- 2014 JV150
- 2014 JW150
- 2014 JY150
- 2014 JZ150
- 2014 JB151
- 2014 JC151
- 2014 JD151
- 2014 JE151
- 2014 JG151
- 2014 JJ151
- 2014 JK151
- 2014 JL151
- 2014 JM151
- 2014 JN151
- 2014 JO151
- 2014 JP151
- 2014 JQ151
- 2014 JR151
- 2014 JS151
- 2014 JT151
- 2014 JU151
- 2014 JV151
- 2014 JW151
- 2014 JX151
- 2014 JY151
- 2014 JZ151
- 2014 JA152
- 2014 JB152
- 2014 JC152
- 2014 JD152
- 2014 JE152
- 2014 JF152
- 2014 JG152
- 2014 JH152
- 2014 JJ152
- 2014 JK152
- 2014 JL152
- 2014 JM152
- 2014 JN152
- 2014 JO152
- 2014 JP152
- 2014 JQ152
- 2014 JR152
- 2014 JS152
- 2014 JT152
- 2014 JU152
- 2014 JV152
- 2014 JW152
- 2014 JX152
- 2014 JY152
- 2014 JZ152
- 2014 JA153
- 2014 JB153
- 2014 JC153
- 2014 JD153
- 2014 JE153
- 2014 JF153
- 2014 JG153
- 2014 JH153
- 2014 JJ153
- 2014 JK153
- 2014 JL153
- 2014 JN153
- 2014 JO153
- 2014 JP153
- 2014 JQ153
- 2014 JR153
- 2014 JS153
- 2014 JT153
- 2014 JU153
- 2014 JV153
- 2014 JW153
- 2014 JX153
- 2014 JY153
- 2014 JZ153
- 2014 JA154
- 2014 JB154
- 2014 JC154
- 2014 JD154
- 2014 JE154
- 2014 JF154
- 2014 JG154
- 2014 JH154
- 2014 JK154
- 2014 JL154
- 2014 JM154
- 2014 JN154
- 2014 JO154
- 2014 JP154
- 2014 JQ154
- 2014 JR154
- 2014 JS154
- 2014 JT154
- 2014 JU154
- 2014 JV154
- 2014 JW154
- 2014 JX154
- 2014 JY154
- 2014 JZ154
- 2014 JA155
- 2014 JB155
- 2014 JC155
- 2014 JD155
- 2014 JE155
- 2014 JG155
- 2014 JH155
- 2014 JJ155
- 2014 JK155
- 2014 JL155
- 2014 JO155
- 2014 JP155
- 2014 JQ155
- 2014 JR155
- 2014 JS155
- 2014 JT155
- 2014 JU155
- 2014 JV155
- 2014 JW155
- 2014 JX155
- 2014 JY155
- 2014 JZ155
- 2014 JA156
- 2014 JB156
- 2014 JC156
- 2014 JD156
- 2014 JE156
- 2014 JF156
- 2014 JG156
- 2014 JH156
- 2014 JJ156
- 2014 JK156
- 2014 JL156
- 2014 JM156
- 2014 JN156
- 2014 JO156
- 2014 JP156
- 2014 JQ156
- 2014 JR156
- 2014 JS156

### Du 16 au 31 mai 2014
- 2014 KD
- 2014 KF
- 2014 KH
- 2014 KL1
- 2014 KP1
- 2014 KS1
- 2014 KG2
- 2014 KL2
- 2014 KM2
- 2014 KO2
- 2014 KP2
- 2014 KA3
- 2014 KS3
- 2014 KU3
- 2014 KV3
- 2014 KZ3
- 2014 KH4
- 2014 KL4
- 2014 KM4
- 2014 KN4
- 2014 KO4
- 2014 KP4
- 2014 KU4
- 2014 KH5
- 2014 KJ5
- 2014 KK5
- 2014 KQ5
- 2014 KT5
- 2014 KA6
- 2014 KD6
- 2014 KM6
- 2014 KP6
- 2014 KU6
- 2014 KZ6
- 2014 KD7
- 2014 KL7
- 2014 KD8
- 2014 KG8
- 2014 KH8
- 2014 KL8
- 2014 KQ8
- 2014 KS8
- 2014 KW8
- 2014 KY8
- 2014 KA9
- 2014 KC9
- 2014 KE9
- 2014 KP9
- 2014 KQ9
- 2014 KZ9
- 2014 KD10
- 2014 KF10
- 2014 KG10
- 2014 KN10
- 2014 KO10
- 2014 KU10
- 2014 KV10
- 2014 KW10
- 2014 KX10
- 2014 KC11
- 2014 KJ11
- 2014 KM11
- 2014 KN11
- 2014 KP11
- 2014 KR11
- 2014 KU11
- 2014 KB12
- 2014 KG12
- 2014 KH12
- 2014 KR12
- 2014 KU12
- 2014 KX12
- 2014 KC13
- 2014 KD13
- 2014 KF13
- 2014 KJ13
- 2014 KL13
- 2014 KP13
- 2014 KS13
- 2014 KT13
- 2014 KU13
- 2014 KX13
- 2014 KA14
- 2014 KB14
- 2014 KO14
- 2014 KS14
- 2014 KB15
- 2014 KO15
- 2014 KU15
- 2014 KY15
- 2014 KZ15
- 2014 KE16
- 2014 KG16
- 2014 KS16
- 2014 KY16
- 2014 KE17
- 2014 KH17
- 2014 KZ17
- 2014 KL18
- 2014 KN18
- 2014 KQ18
- 2014 KR18
- 2014 KW18
- 2014 KB19
- 2014 KE19
- 2014 KH19
- 2014 KN19
- 2014 KP19
- 2014 KQ19
- 2014 KA20
- 2014 KG20
- 2014 KH20
- 2014 KJ20
- 2014 KM20
- 2014 KT20
- 2014 KZ20
- 2014 KA21
- 2014 KC21
- 2014 KE21
- 2014 KF21
- 2014 KH21
- 2014 KJ21
- 2014 KL21
- 2014 KO21
- 2014 KQ21
- 2014 KT21
- 2014 KX21
- 2014 KZ21
- 2014 KA22
- 2014 KD22
- 2014 KE22
- 2014 KF22
- 2014 KH22
- 2014 KL22
- 2014 KM22
- 2014 KJ23
- 2014 KL23
- 2014 KR23
- 2014 KS23
- 2014 KC24
- 2014 KM24
- 2014 KP24
- 2014 KQ24
- 2014 KR24
- 2014 KS24
- 2014 KV24
- 2014 KB25
- 2014 KD25
- 2014 KE25
- 2014 KH25
- 2014 KP25
- 2014 KT25
- 2014 KA26
- 2014 KE26
- 2014 KF26
- 2014 KL26
- 2014 KM26
- 2014 KN26
- 2014 KS26
- 2014 KV26
- 2014 KF27
- 2014 KH27
- 2014 KK27
- 2014 KL27
- 2014 KP27
- 2014 KA28
- 2014 KD28
- 2014 KG28
- 2014 KN28
- 2014 KO28
- 2014 KS28
- 2014 KT28
- 2014 KM29
- 2014 KY29
- 2014 KA30
- 2014 KE30
- 2014 KO30
- 2014 KT30
- 2014 KU30
- 2014 KX30
- 2014 KB31
- 2014 KH31
- 2014 KL31
- 2014 KQ31
- 2014 KU31
- 2014 KB32
- 2014 KD32
- 2014 KH32
- 2014 KO32
- 2014 KP32
- 2014 KX32
- 2014 KA33
- 2014 KB33
- 2014 KN33
- 2014 KR33
- 2014 KS33
- 2014 KU33
- 2014 KV33
- 2014 KZ33
- 2014 KA34
- 2014 KB34
- 2014 KD34
- 2014 KK34
- 2014 KH35
- 2014 KN35
- 2014 KZ35
- 2014 KB36
- 2014 KE36
- 2014 KS36
- 2014 KU36
- 2014 KX36
- 2014 KN37
- 2014 KQ37
- 2014 KT37
- 2014 KV37
- 2014 KB38
- 2014 KD38
- 2014 KE38
- 2014 KO38
- 2014 KP38
- 2014 KQ38
- 2014 KY38
- 2014 KZ38
- 2014 KB39
- 2014 KC39
- 2014 KD39
- 2014 KE39
- 2014 KF39
- 2014 KG39
- 2014 KH39
- 2014 KJ39
- 2014 KM39
- 2014 KO39
- 2014 KP39
- 2014 KQ39
- 2014 KV39
- 2014 KW39
- 2014 KX39
- 2014 KZ39
- 2014 KB40
- 2014 KE40
- 2014 KH40
- 2014 KK40
- 2014 KL40
- 2014 KM40
- 2014 KP40
- 2014 KS40
- 2014 KV40
- 2014 KW40
- 2014 KA41
- 2014 KD41
- 2014 KF41
- 2014 KG41
- 2014 KJ41
- 2014 KQ41
- 2014 KV41
- 2014 KJ42
- 2014 KO42
- 2014 KD43
- 2014 KF43
- 2014 KG43
- 2014 KM43
- 2014 KN43
- 2014 KW43
- 2014 KZ43
- 2014 KB44
- 2014 KJ44
- 2014 KL44
- 2014 KT44
- 2014 KU44
- 2014 KV44
- 2014 KY44
- 2014 KA45
- 2014 KB45
- 2014 KC45
- 2014 KD45
- 2014 KE45
- 2014 KG45
- 2014 KJ45
- 2014 KT45
- 2014 KW45
- 2014 KZ45
- 2014 KA46
- 2014 KB46
- 2014 KC46
- 2014 KD46
- 2014 KE46
- 2014 KF46
- 2014 KM46
- 2014 KR46
- 2014 KS46
- 2014 KU46
- 2014 KY46
- 2014 KZ46
- 2014 KA47
- 2014 KH47
- 2014 KK47
- 2014 KN47
- 2014 KS47
- 2014 KW47
- 2014 KA48
- 2014 KB48
- 2014 KC48
- 2014 KH48
- 2014 KJ48
- 2014 KK48
- 2014 KL48
- 2014 KM48
- 2014 KO48
- 2014 KP48
- 2014 KY48
- 2014 KZ48
- 2014 KM49
- 2014 KN49
- 2014 KP49
- 2014 KU49
- 2014 KW49
- 2014 KX49
- 2014 KZ49
- 2014 KB50
- 2014 KJ50
- 2014 KK50
- 2014 KZ50
- 2014 KE51
- 2014 KK51
- 2014 KM51
- 2014 KN51
- 2014 KR51
- 2014 KS51
- 2014 KE52
- 2014 KG52
- 2014 KP52
- 2014 KT52
- 2014 KB53
- 2014 KC53
- 2014 KE53
- 2014 KF53
- 2014 KP53
- 2014 KR53
- 2014 KT53
- 2014 KY53
- 2014 KC54
- 2014 KJ54
- 2014 KK54
- 2014 KL54
- 2014 KN54
- 2014 KO54
- 2014 KT54
- 2014 KG55
- 2014 KK55
- 2014 KL55
- 2014 KM55
- 2014 KN55
- 2014 KN56
- 2014 KP56
- 2014 KQ56
- 2014 KA57
- 2014 KB57
- 2014 KR57
- 2014 KX57
- 2014 KZ57
- 2014 KC58
- 2014 KF58
- 2014 KG58
- 2014 KH58
- 2014 KO58
- 2014 KA59
- 2014 KF59
- 2014 KG59
- 2014 KH59
- 2014 KJ59
- 2014 KK59
- 2014 KP59
- 2014 KS59
- 2014 KD60
- 2014 KP60
- 2014 KQ60
- 2014 KS60
- 2014 KT60
- 2014 KE61
- 2014 KN61
- 2014 KS61
- 2014 KW61
- 2014 KC62
- 2014 KE62
- 2014 KF62
- 2014 KM62
- 2014 KN62
- 2014 KO62
- 2014 KQ62
- 2014 KR62
- 2014 KS62
- 2014 KV62
- 2014 KK63
- 2014 KO63
- 2014 KU63
- 2014 KD64
- 2014 KG64
- 2014 KK64
- 2014 KS64
- 2014 KU64
- 2014 KC65
- 2014 KD65
- 2014 KP65
- 2014 KU65
- 2014 KW65
- 2014 KZ65
- 2014 KA66
- 2014 KT66
- 2014 KY66
- 2014 KG67
- 2014 KP67
- 2014 KQ67
- 2014 KX67
- 2014 KB68
- 2014 KD68
- 2014 KE68
- 2014 KL68
- 2014 KM68
- 2014 KR68
- 2014 KS68
- 2014 KT68
- 2014 KU68
- 2014 KZ68
- 2014 KA69
- 2014 KB69
- 2014 KF69
- 2014 KJ69
- 2014 KM69
- 2014 KS69
- 2014 KT69
- 2014 KW69
- 2014 KE70
- 2014 KL70
- 2014 KM70
- 2014 KA71
- 2014 KF71
- 2014 KG71
- 2014 KO71
- 2014 KY71
- 2014 KA72
- 2014 KG72
- 2014 KN72
- 2014 KP72
- 2014 KT72
- 2014 KY72
- 2014 KN73
- 2014 KT73
- 2014 KV73
- 2014 KW73
- 2014 KY74
- 2014 KG75
- 2014 KH75
- 2014 KQ75
- 2014 KS75
- 2014 KT75
- 2014 KU75
- 2014 KV75
- 2014 KW75
- 2014 KX75
- 2014 KB76
- 2014 KE76
- 2014 KG76
- 2014 KH76
- 2014 KL76
- 2014 KM76
- 2014 KN76
- 2014 KO76
- 2014 KP76
- 2014 KR76
- 2014 KS76
- 2014 KT76
- 2014 KU76
- 2014 KV76
- 2014 KW76
- 2014 KX76
- 2014 KY76
- 2014 KA77
- 2014 KH77
- 2014 KM77
- 2014 KT77
- 2014 KC78
- 2014 KD78
- 2014 KL78
- 2014 KN78
- 2014 KA79
- 2014 KE79
- 2014 KH79
- 2014 KL79
- 2014 KM80
- 2014 KS80
- 2014 KU80
- 2014 KV80
- 2014 KA81
- 2014 KQ81
- 2014 KC82
- 2014 KG82
- 2014 KP82
- 2014 KQ82
- 2014 KR82
- 2014 KW82
- 2014 KF83
- 2014 KJ83
- 2014 KK83
- 2014 KM83
- 2014 KO83
- 2014 KP83
- 2014 KX83
- 2014 KZ83
- 2014 KB84
- 2014 KC84
- 2014 KD84
- 2014 KF84
- 2014 KG84
- 2014 KH84
- 2014 KJ84
- 2014 KL84
- 2014 KM84
- 2014 KN84
- 2014 KO84
- 2014 KP84
- 2014 KQ84
- 2014 KR84
- 2014 KT84
- 2014 KV84
- 2014 KW84
- 2014 KX84
- 2014 KK85
- 2014 KR86
- 2014 KV86
- 2014 KW86
- 2014 KX86
- 2014 KY86
- 2014 KA87
- 2014 KB87
- 2014 KE87
- 2014 KM87
- 2014 KS87
- 2014 KY87
- 2014 KZ87
- 2014 KC88
- 2014 KE88
- 2014 KG88
- 2014 KH88
- 2014 KJ88
- 2014 KM88
- 2014 KN88
- 2014 KO88
- 2014 KP88
- 2014 KO89
- 2014 KS89
- 2014 KY89
- 2014 KC90
- 2014 KJ90
- 2014 KL90
- 2014 KO90
- 2014 KS90
- 2014 KA91
- 2014 KB91
- 2014 KC91
- 2014 KE91
- 2014 KS91
- 2014 KV91
- 2014 KW91
- 2014 KC92
- 2014 KD92
- 2014 KK92
- 2014 KS92
- 2014 KA93
- 2014 KB93
- 2014 KC93
- 2014 KH93
- 2014 KN93
- 2014 KR93
- 2014 KT93
- 2014 KY93
- 2014 KN94
- 2014 KQ94
- 2014 KR94
- 2014 KW94
- 2014 KZ94
- 2014 KT95
- 2014 KX95
- 2014 KK96
- 2014 KN96
- 2014 KO96
- 2014 KV96
- 2014 KA97
- 2014 KB97
- 2014 KH97
- 2014 KK97
- 2014 KR97
- 2014 KC98
- 2014 KZ98
- 2014 KP99
- 2014 KQ99
- 2014 KV99
- 2014 KX99
- 2014 KA100
- 2014 KF100
- 2014 KP100
- 2014 KU100
- 2014 KW100
- 2014 KX100
- 2014 KB101
- 2014 KS101
- 2014 KT101
- 2014 KX101
- 2014 KB102
- 2014 KC102
- 2014 KD102
- 2014 KF102
- 2014 KH102
- 2014 KJ102
- 2014 KK102
- 2014 KL102
- 2014 KM102
- 2014 KO102
- 2014 KQ102
- 2014 KR102
- 2014 KS102
- 2014 KT102
- 2014 KW102
- 2014 KX102
- 2014 KZ102
- 2014 KB103
- 2014 KC103
- 2014 KD103
- 2014 KF103
- 2014 KG103
- 2014 KH103
- 2014 KJ103
- 2014 KL103
- 2014 KM103
- 2014 KO103
- 2014 KP103
- 2014 KQ103
- 2014 KR103
- 2014 KU103
- 2014 KX103
- 2014 KY103
- 2014 KF104
- 2014 KB105
- 2014 KF105
- 2014 KT105
- 2014 KE106
- 2014 KT106
- 2014 KO107
- 2014 KW107
- 2014 KD108
- 2014 KG108
- 2014 KH108
- 2014 KR108
- 2014 KT108
- 2014 KH109
- 2014 KK109
- 2014 KL109
- 2014 KM109
- 2014 KN109
- 2014 KA110
- 2014 KE110
- 2014 KN110
- 2014 KR110
- 2014 KT110
- 2014 KF111
- 2014 KB112
- 2014 KF112
- 2014 KE113
- 2014 KH113
- 2014 KR113
- 2014 KT113
- 2014 KY113
- 2014 KB114
- 2014 KC114
- 2014 KE114
- 2014 KF114
- 2014 KG114
- 2014 KH114
- 2014 KJ114
- 2014 KK114
- 2014 KM114
- 2014 KP114
- 2014 KR114
- 2014 KS114
- 2014 KT114
- 2014 KU114
- 2014 KV114
- 2014 KW114
- 2014 KZ114
- 2014 KA115
- 2014 KB115
- 2014 KC115
- 2014 KH115
- 2014 KJ115
- 2014 KK115
- 2014 KL115
- 2014 KN115
- 2014 KO115
- 2014 KQ115
- 2014 KS115
- 2014 KT115
- 2014 KU115
- 2014 KV115
- 2014 KW115
- 2014 KX115
- 2014 KY115
- 2014 KA116
- 2014 KB116
- 2014 KD116
- 2014 KE116
- 2014 KG116
- 2014 KH116
- 2014 KJ116
- 2014 KK116
- 2014 KL116
- 2014 KM116
- 2014 KO116
- 2014 KP116
- 2014 KQ116
- 2014 KR116
- 2014 KS116
- 2014 KT116
- 2014 KU116
- 2014 KV116
- 2014 KW116
- 2014 KX116
- 2014 KZ116
- 2014 KB117
- 2014 KG117
- 2014 KH117
- 2014 KQ117
- 2014 KS117
- 2014 KU117
- 2014 KV117
- 2014 KX117
- 2014 KY117
- 2014 KD118
- 2014 KE118
- 2014 KF118
- 2014 KG118
- 2014 KH118
- 2014 KL118
- 2014 KM118
- 2014 KN118
- 2014 KP118
- 2014 KQ118
- 2014 KR118
- 2014 KS118
- 2014 KT118
- 2014 KU118
- 2014 KV118
- 2014 KW118
- 2014 KZ118
- 2014 KB119
- 2014 KC119
- 2014 KE119
- 2014 KF119
- 2014 KG119
- 2014 KH119
- 2014 KJ119
- 2014 KK119
- 2014 KL119
- 2014 KM119
- 2014 KN119
- 2014 KO119
- 2014 KP119
- 2014 KQ119
- 2014 KR119
- 2014 KS119
- 2014 KT119
- 2014 KU119
- 2014 KV119
- 2014 KW119
- 2014 KX119
- 2014 KY119
- 2014 KZ119
- 2014 KB120
- 2014 KC120
- 2014 KD120
- 2014 KE120
- 2014 KF120
- 2014 KG120
- 2014 KH120
- 2014 KN120
- 2014 KQ120
- 2014 KR120
- 2014 KU120
- 2014 KX120
- 2014 KY120
- 2014 KZ120
- 2014 KA121
- 2014 KB121
- 2014 KD121
- 2014 KE121
- 2014 KF121
- 2014 KH121
- 2014 KJ121
- 2014 KL121
- 2014 KM121
- 2014 KN121
- 2014 KO121
- 2014 KR121
- 2014 KS121
- 2014 KU121
- 2014 KV121
- 2014 KW121
- 2014 KX121
- 2014 KY121
- 2014 KZ121
- 2014 KA122
- 2014 KB122
- 2014 KC122
- 2014 KD122
- 2014 KE122
- 2014 KF122
- 2014 KG122
- 2014 KH122
- 2014 KJ122
- 2014 KK122
- 2014 KL122
- 2014 KM122
- 2014 KN122
- 2014 KP122
- 2014 KQ122
- 2014 KR122
- 2014 KS122
- 2014 KT122
- 2014 KV122
- 2014 KY122
- 2014 KZ122
- 2014 KA123
- 2014 KB123
- 2014 KC123
- 2014 KD123
- 2014 KE123
- 2014 KF123
- 2014 KG123
- 2014 KK123
- 2014 KL123
- 2014 KM123
- 2014 KN123
- 2014 KO123
- 2014 KQ123
- 2014 KR123
- 2014 KS123
- 2014 KT123
- 2014 KU123
- 2014 KV123
- 2014 KW123
- 2014 KX123
- 2014 KY123
- 2014 KZ123
- 2014 KA124
- 2014 KB124
- 2014 KC124
- 2014 KD124
- 2014 KE124
- 2014 KF124
- 2014 KH124
- 2014 KJ124
- 2014 KK124
- 2014 KL124
- 2014 KS124
- 2014 KU124
- 2014 KX124
- 2014 KZ124
- 2014 KA125
- 2014 KC125
- 2014 KD125
- 2014 KE125
- 2014 KG125
- 2014 KH125
- 2014 KJ125
- 2014 KK125
- 2014 KL125
- 2014 KP125
- 2014 KZ125
- 2014 KE126
- 2014 KL126
- 2014 KN126
- 2014 KQ126
- 2014 KR126
- 2014 KS126
- 2014 KT126
- 2014 KV126
- 2014 KW126
- 2014 KY126
- 2014 KZ126
- 2014 KB127
- 2014 KC127
- 2014 KD127
- 2014 KF127
- 2014 KL127
- 2014 KO127
- 2014 KP127
- 2014 KR127
- 2014 KT127
- 2014 KU127
- 2014 KV127
- 2014 KX127
- 2014 KY127
- 2014 KZ127
- 2014 KA128
- 2014 KB128
- 2014 KD128
- 2014 KE128
- 2014 KJ128
- 2014 KL128
- 2014 KN128
- 2014 KP128
- 2014 KT128
- 2014 KV128
- 2014 KZ128
- 2014 KB129
- 2014 KD129
- 2014 KE129
- 2014 KF129
- 2014 KK129
- 2014 KL129
- 2014 KM129
- 2014 KN129
- 2014 KO129
- 2014 KQ129
- 2014 KR129
- 2014 KS129
- 2014 KT129
- 2014 KU129
- 2014 KV129
- 2014 KX129
- 2014 KY129
- 2014 KB130
- 2014 KE130
- 2014 KF130
- 2014 KG130
- 2014 KL130
- 2014 KM130
- 2014 KP130
- 2014 KQ130
- 2014 KR130
- 2014 KS130
- 2014 KT130
- 2014 KU130
- 2014 KV130
- 2014 KW130
- 2014 KX130
- 2014 KY130
- 2014 KZ130
- 2014 KA131
- 2014 KB131
- 2014 KD131
- 2014 KE131
- 2014 KF131
- 2014 KH131
- 2014 KJ131
- 2014 KL131
- 2014 KM131
- 2014 KN131
- 2014 KQ131
- 2014 KS131
- 2014 KT131
- 2014 KU131
- 2014 KV131
- 2014 KX131
- 2014 KY131
- 2014 KZ131
- 2014 KC132
- 2014 KE132
- 2014 KF132
- 2014 KG132
- 2014 KH132
- 2014 KM132
- 2014 KN132
- 2014 KO132
- 2014 KP132
- 2014 KQ132
- 2014 KS132
- 2014 KT132
- 2014 KW132
- 2014 KX132
- 2014 KY132
- 2014 KA133
- 2014 KB133
- 2014 KE133
- 2014 KF133
- 2014 KH133
- 2014 KL133
- 2014 KN133
- 2014 KO133
- 2014 KS133
- 2014 KT133
- 2014 KU133
- 2014 KV133
- 2014 KW133
- 2014 KY133
- 2014 KZ133
- 2014 KA134
- 2014 KB134
- 2014 KC134
- 2014 KD134
- 2014 KE134
- 2014 KG134
- 2014 KH134
- 2014 KJ134
- 2014 KK134
- 2014 KM134
- 2014 KP134
- 2014 KQ134
- 2014 KS134
- 2014 KA135
- 2014 KB135
- 2014 KE135
- 2014 KG135
- 2014 KH135
- 2014 KJ135
- 2014 KK135
- 2014 KL135
- 2014 KM135
- 2014 KN135
- 2014 KO135
- 2014 KR135
- 2014 KS135
- 2014 KU135
- 2014 KV135
- 2014 KW135
- 2014 KX135
- 2014 KY135
- 2014 KZ135
- 2014 KA136
- 2014 KB136
- 2014 KC136
- 2014 KE136
- 2014 KG136
- 2014 KH136
- 2014 KJ136
- 2014 KK136
- 2014 KL136
- 2014 KM136
- 2014 KO136
- 2014 KP136
- 2014 KT136
- 2014 KU136
- 2014 KV136
- 2014 KW136
- 2014 KX136
- 2014 KY136
- 2014 KZ136
- 2014 KB137
- 2014 KC137
- 2014 KD137
- 2014 KE137
- 2014 KF137
- 2014 KG137
- 2014 KL137
- 2014 KM137
- 2014 KO137
- 2014 KP137
- 2014 KQ137
- 2014 KR137
- 2014 KS137
- 2014 KT137
- 2014 KU137
- 2014 KW137
- 2014 KY137
- 2014 KZ137
- 2014 KA138
- 2014 KC138
- 2014 KD138
- 2014 KE138
- 2014 KF138
- 2014 KG138
- 2014 KH138
- 2014 KJ138
- 2014 KK138
- 2014 KL138
- 2014 KM138
- 2014 KQ138
- 2014 KS138
- 2014 KT138
- 2014 KU138
- 2014 KV138
- 2014 KW138
- 2014 KX138
- 2014 KY138
- 2014 KZ138
- 2014 KA139
- 2014 KC139
- 2014 KE139
- 2014 KF139
- 2014 KG139
- 2014 KH139
- 2014 KJ139
- 2014 KM139
- 2014 KN139
- 2014 KO139
- 2014 KP139
- 2014 KQ139
- 2014 KR139
- 2014 KT139
- 2014 KU139
- 2014 KV139
- 2014 KW139
- 2014 KX139
- 2014 KY139
- 2014 KZ139
- 2014 KE140
- 2014 KK140
- 2014 KL140
- 2014 KM140
- 2014 KP140
- 2014 KQ140
- 2014 KR140
- 2014 KS140
- 2014 KU140
- 2014 KW140
- 2014 KX140
- 2014 KZ140
- 2014 KA141
- 2014 KD141
- 2014 KE141
- 2014 KJ141
- 2014 KK141
- 2014 KL141
- 2014 KM141
- 2014 KN141
- 2014 KQ141
- 2014 KU141
- 2014 KV141
- 2014 KW141
- 2014 KX141
- 2014 KY141
- 2014 KZ141
- 2014 KA142
- 2014 KC142
- 2014 KE142
- 2014 KF142
- 2014 KJ142
- 2014 KK142
- 2014 KL142
- 2014 KO142
- 2014 KP142
- 2014 KR142
- 2014 KS142
- 2014 KT142
- 2014 KU142
- 2014 KV142
- 2014 KW142
- 2014 KX142
- 2014 KY142
- 2014 KC143
- 2014 KF143
- 2014 KG143
- 2014 KH143
- 2014 KJ143
- 2014 KK143
- 2014 KN143
- 2014 KO143
- 2014 KP143
- 2014 KQ143
- 2014 KS143
- 2014 KT143
- 2014 KV143
- 2014 KW143
- 2014 KX143
- 2014 KY143
- 2014 KD144
- 2014 KF144
- 2014 KG144
- 2014 KH144
- 2014 KJ144
- 2014 KK144
- 2014 KL144
- 2014 KM144
- 2014 KN144
- 2014 KO144
- 2014 KQ144
- 2014 KR144
- 2014 KT144
- 2014 KV144
- 2014 KW144
- 2014 KY144
- 2014 KZ144
- 2014 KA145
- 2014 KB145
- 2014 KC145
- 2014 KD145
- 2014 KE145
- 2014 KF145
- 2014 KG145
- 2014 KH145
- 2014 KK145
- 2014 KL145
- 2014 KM145
- 2014 KN145
- 2014 KO145
- 2014 KP145
- 2014 KQ145
- 2014 KR145
- 2014 KS145
- 2014 KT145
- 2014 KU145
- 2014 KV145
- 2014 KW145
- 2014 KA146
- 2014 KC146
- 2014 KD146
- 2014 KF146
- 2014 KG146
- 2014 KH146
- 2014 KK146
- 2014 KL146
- 2014 KM146
- 2014 KN146
- 2014 KO146
- 2014 KR146
- 2014 KS146
- 2014 KT146
- 2014 KU146
- 2014 KV146
- 2014 KW146
- 2014 KX146
- 2014 KY146
- 2014 KZ146
- 2014 KA147
- 2014 KB147
- 2014 KC147
- 2014 KD147
- 2014 KE147
- 2014 KF147
- 2014 KG147
- 2014 KH147
- 2014 KJ147
- 2014 KK147
- 2014 KL147
- 2014 KM147
- 2014 KN147
- 2014 KO147
- 2014 KP147
- 2014 KQ147
- 2014 KS147
- 2014 KV147
- 2014 KW147
- 2014 KX147
- 2014 KY147
- 2014 KZ147
- 2014 KA148
- 2014 KB148
- 2014 KC148
- 2014 KD148
- 2014 KF148
- 2014 KH148
- 2014 KJ148
- 2014 KK148
- 2014 KL148
- 2014 KM148
- 2014 KN148
- 2014 KO148
- 2014 KP148
- 2014 KQ148
- 2014 KR148
- 2014 KS148
- 2014 KT148
- 2014 KU148
- 2014 KV148
- 2014 KW148
- 2014 KX148
- 2014 KY148
- 2014 KZ148
- 2014 KA149
- 2014 KB149
- 2014 KC149
- 2014 KD149
- 2014 KE149
- 2014 KF149
- 2014 KG149
- 2014 KH149
- 2014 KJ149
- 2014 KK149
- 2014 KL149
- 2014 KM149
- 2014 KN149
- 2014 KO149
- 2014 KP149
- 2014 KQ149
- 2014 KR149
- 2014 KS149
- 2014 KT149
- 2014 KU149
- 2014 KV149
- 2014 KW149
- 2014 KX149
- 2014 KY149
- 2014 KZ149
- 2014 KA150
- 2014 KC150
- 2014 KD150
- 2014 KF150
- 2014 KG150
- 2014 KH150
- 2014 KK150
- 2014 KL150
- 2014 KM150
- 2014 KN150
- 2014 KP150
- 2014 KQ150
- 2014 KR150
- 2014 KS150
- 2014 KT150
- 2014 KU150
- 2014 KV150
- 2014 KW150
- 2014 KX150
- 2014 KY150
- 2014 KZ150
- 2014 KA151
- 2014 KB151
- 2014 KC151
- 2014 KD151
- 2014 KE151
- 2014 KF151
- 2014 KG151
- 2014 KH151
- 2014 KJ151
- 2014 KK151
- 2014 KL151
- 2014 KM151
- 2014 KN151
- 2014 KO151
- 2014 KP151
- 2014 KQ151
- 2014 KR151
- 2014 KS151
- 2014 KT151
- 2014 KU151
- 2014 KV151
- 2014 KW151
- 2014 KX151
- 2014 KY151
- 2014 KZ151
- 2014 KA152
- 2014 KB152
- 2014 KC152
- 2014 KD152
- 2014 KE152
- 2014 KF152
- 2014 KG152
- 2014 KH152
- 2014 KJ152
- 2014 KK152
- 2014 KL152
- 2014 KM152
- 2014 KN152
- 2014 KO152
- 2014 KP152
- 2014 KQ152
- 2014 KR152
- 2014 KS152
- 2014 KT152
- 2014 KU152
- 2014 KV152
- 2014 KW152
- 2014 KX152
- 2014 KY152
- 2014 KZ152
- 2014 KA153
- 2014 KB153
- 2014 KC153
- 2014 KD153
- 2014 KE153
- 2014 KF153
- 2014 KG153
- 2014 KH153
- 2014 KJ153
- 2014 KK153
- 2014 KL153
- 2014 KM153
- 2014 KN153
- 2014 KO153
- 2014 KP153
- 2014 KQ153
- 2014 KR153
- 2014 KT153
- 2014 KU153
- 2014 KV153
- 2014 KW153
- 2014 KX153
- 2014 KY153
- 2014 KZ153
- 2014 KA154
- 2014 KC154
- 2014 KD154
- 2014 KE154
- 2014 KF154
- 2014 KG154
- 2014 KH154
- 2014 KK154
- 2014 KL154
- 2014 KM154
- 2014 KN154
- 2014 KO154
- 2014 KQ154
- 2014 KR154
- 2014 KS154
- 2014 KT154
- 2014 KU154
- 2014 KV154
- 2014 KW154
- 2014 KX154
- 2014 KY154
- 2014 KZ154
- 2014 KA155
- 2014 KB155
- 2014 KC155
- 2014 KE155
- 2014 KF155
- 2014 KG155
- 2014 KH155
- 2014 KJ155
- 2014 KK155
- 2014 KL155
- 2014 KM155
- 2014 KP155
- 2014 KQ155
- 2014 KR155
- 2014 KS155
- 2014 KT155
- 2014 KU155
- 2014 KV155
- 2014 KX155
- 2014 KY155
- 2014 KZ155
- 2014 KA156
- 2014 KB156
- 2014 KC156
- 2014 KD156
- 2014 KF156
- 2014 KG156
- 2014 KH156
- 2014 KJ156
- 2014 KL156
- 2014 KM156
- 2014 KN156
- 2014 KO156
- 2014 KP156
- 2014 KQ156
- 2014 KS156
- 2014 KT156
- 2014 KU156
- 2014 KV156
- 2014 KW156
- 2014 KX156
- 2014 KY156
- 2014 KZ156
- 2014 KA157
- 2014 KB157
- 2014 KC157
- 2014 KD157
- 2014 KE157
- 2014 KF157
- 2014 KH157
- 2014 KK157
- 2014 KL157
- 2014 KN157
- 2014 KO157
- 2014 KP157
- 2014 KQ157
- 2014 KR157
- 2014 KT157
- 2014 KU157
- 2014 KY157
- 2014 KZ157
- 2014 KC158
- 2014 KD158
- 2014 KE158
- 2014 KF158
- 2014 KG158
- 2014 KH158
- 2014 KJ158
- 2014 KK158
- 2014 KL158
- 2014 KM158
- 2014 KN158
- 2014 KO158
- 2014 KP158
- 2014 KQ158
- 2014 KR158
- 2014 KT158
- 2014 KU158
- 2014 KW158
- 2014 KX158
- 2014 KY158
- 2014 KZ158
- 2014 KA159
- 2014 KB159
- 2014 KC159
- 2014 KD159
- 2014 KE159
- 2014 KF159
- 2014 KG159
- 2014 KH159
- 2014 KJ159
- 2014 KK159
- 2014 KL159
- 2014 KM159
- 2014 KN159
- 2014 KO159
- 2014 KP159
- 2014 KQ159
- 2014 KR159
- 2014 KS159
- 2014 KT159
- 2014 KU159
- 2014 KV159
- 2014 KW159
- 2014 KX159
- 2014 KY159
- 2014 KZ159
- 2014 KA160
- 2014 KB160
- 2014 KC160
- 2014 KD160
- 2014 KE160
- 2014 KF160
- 2014 KG160
- 2014 KH160
- 2014 KJ160
- 2014 KK160
- 2014 KL160
- 2014 KM160
- 2014 KN160
- 2014 KO160
- 2014 KP160
- 2014 KQ160
- 2014 KR160
- 2014 KS160
- 2014 KT160
- 2014 KU160
- 2014 KV160
- 2014 KW160
- 2014 KX160
- 2014 KY160
- 2014 KZ160
- 2014 KA161
- 2014 KB161
- 2014 KC161
- 2014 KD161
- 2014 KE161
- 2014 KF161
- 2014 KG161
- 2014 KH161
- 2014 KJ161
- 2014 KK161
- 2014 KL161
- 2014 KM161
- 2014 KN161
- 2014 KO161
- 2014 KP161
- 2014 KQ161
- 2014 KR161
- 2014 KS161
- 2014 KT161
- 2014 KU161
- 2014 KV161
- 2014 KW161
- 2014 KX161
- 2014 KY161
- 2014 KZ161
- 2014 KA162
- 2014 KB162
- 2014 KC162
- 2014 KD162
- 2014 KE162
- 2014 KF162
- 2014 KG162
- 2014 KJ162
- 2014 KK162
- 2014 KL162
- 2014 KM162
- 2014 KN162
- 2014 KO162
- 2014 KQ162
- 2014 KR162
- 2014 KS162
- 2014 KT162
- 2014 KU162
- 2014 KV162
- 2014 KW162
- 2014 KX162
- 2014 KY162
- 2014 KZ162
- 2014 KA163
- 2014 KC163
- 2014 KD163
- 2014 KF163
- 2014 KG163
- 2014 KH163
- 2014 KK163
- 2014 KL163
- 2014 KM163
- 2014 KN163
- 2014 KO163
- 2014 KP163
- 2014 KQ163
- 2014 KR163
- 2014 KS163
- 2014 KT163
- 2014 KU163
- 2014 KV163
- 2014 KW163
- 2014 KX163
- 2014 KY163
- 2014 KZ163
- 2014 KA164
- 2014 KB164
- 2014 KC164
- 2014 KD164
- 2014 KE164
- 2014 KF164
- 2014 KG164
- 2014 KH164
- 2014 KJ164
- 2014 KK164
- 2014 KL164
- 2014 KM164
- 2014 KN164
- 2014 KO164
- 2014 KP164
- 2014 KQ164
- 2014 KR164
- 2014 KS164
- 2014 KT164
- 2014 KU164
- 2014 KV164
- 2014 KX164
- 2014 KY164
- 2014 KA165
- 2014 KB165
- 2014 KC165
- 2014 KD165
- 2014 KE165
- 2014 KF165
- 2014 KG165
- 2014 KH165
- 2014 KJ165
- 2014 KL165
- 2014 KO165
- 2014 KP165
- 2014 KR165
- 2014 KS165
- 2014 KT165
- 2014 KU165
- 2014 KV165
- 2014 KW165
- 2014 KY165
- 2014 KZ165
- 2014 KB166
- 2014 KC166
- 2014 KD166
- 2014 KF166
- 2014 KG166
- 2014 KJ166
- 2014 KK166
- 2014 KL166
- 2014 KM166
- 2014 KN166
- 2014 KO166
- 2014 KP166
- 2014 KQ166
- 2014 KR166
- 2014 KS166
- 2014 KU166
- 2014 KV166
- 2014 KW166
- 2014 KX166
- 2014 KY166
- 2014 KZ166
- 2014 KA167
- 2014 KB167
- 2014 KC167
- 2014 KD167
- 2014 KE167
- 2014 KF167
- 2014 KG167
- 2014 KH167
- 2014 KJ167
- 2014 KK167
- 2014 KL167
- 2014 KM167
- 2014 KP167
- 2014 KQ167
- 2014 KR167
- 2014 KS167
- 2014 KT167
- 2014 KU167
- 2014 KV167
- 2014 KW167
- 2014 KX167
- 2014 KY167
- 2014 KZ167
- 2014 KA168
- 2014 KB168
- 2014 KC168
- 2014 KD168
- 2014 KE168
- 2014 KF168
- 2014 KG168
- 2014 KH168
- 2014 KJ168
- 2014 KL168
- 2014 KN168
- 2014 KO168
- 2014 KP168
- 2014 KQ168
- 2014 KR168
- 2014 KS168
- 2014 KT168
- 2014 KU168
- 2014 KV168
- 2014 KW168
- 2014 KX168
- 2014 KY168
- 2014 KZ168
- 2014 KA169
- 2014 KB169
- 2014 KC169
- 2014 KD169
- 2014 KE169
- 2014 KF169
- 2014 KG169
- 2014 KH169
- 2014 KJ169
- 2014 KK169
- 2014 KL169
- 2014 KM169
- 2014 KO169
- 2014 KP169
- 2014 KQ169
- 2014 KR169
- 2014 KS169
- 2014 KT169
- 2014 KU169
- 2014 KV169
- 2014 KW169
- 2014 KX169
- 2014 KY169
- 2014 KZ169
- 2014 KC170
- 2014 KD170
- 2014 KE170
- 2014 KF170
- 2014 KG170
- 2014 KH170
- 2014 KJ170
- 2014 KK170
- 2014 KM170
- 2014 KN170
- 2014 KO170
- 2014 KQ170
- 2014 KR170
- 2014 KS170
- 2014 KT170
- 2014 KU170
- 2014 KW170
- 2014 KX170
- 2014 KY170
- 2014 KZ170
- 2014 KA171
- 2014 KB171
- 2014 KC171
- 2014 KD171
- 2014 KE171
- 2014 KF171
- 2014 KG171
- 2014 KH171
- 2014 KJ171
- 2014 KK171
- 2014 KL171
- 2014 KM171
- 2014 KN171
- 2014 KO171
- 2014 KQ171
- 2014 KR171
- 2014 KS171
- 2014 KT171
- 2014 KU171
- 2014 KV171
- 2014 KW171
- 2014 KX171
- 2014 KY171
- 2014 KZ171
- 2014 KA172
- 2014 KB172
- 2014 KC172
- 2014 KD172
- 2014 KE172
- 2014 KF172
- 2014 KG172
- 2014 KH172
- 2014 KJ172
- 2014 KK172
- 2014 KL172
- 2014 KM172
- 2014 KN172
- 2014 KO172
- 2014 KP172
- 2014 KQ172
- 2014 KR172
- 2014 KS172
- 2014 KT172
- 2014 KU172
- 2014 KV172
- 2014 KW172
- 2014 KX172
- 2014 KY172
- 2014 KZ172
- 2014 KA173
- 2014 KB173
- 2014 KC173
- 2014 KD173
- 2014 KE173
- 2014 KF173
- 2014 KH173
- 2014 KJ173
- 2014 KK173
- 2014 KL173
- 2014 KM173
- 2014 KN173
- 2014 KO173
- 2014 KP173
- 2014 KQ173
- 2014 KR173
- 2014 KS173
- 2014 KT173
- 2014 KU173
- 2014 KW173
- 2014 KZ173
- 2014 KA174
- 2014 KB174
- 2014 KC174
- 2014 KD174
- 2014 KE174
- 2014 KF174
- 2014 KG174
- 2014 KH174
- 2014 KJ174
- 2014 KK174
- 2014 KL174
- 2014 KM174
- 2014 KO174
- 2014 KP174
- 2014 KQ174
- 2014 KR174
- 2014 KS174
- 2014 KT174
- 2014 KU174
- 2014 KV174
- 2014 KW174
- 2014 KX174
- 2014 KY174
- 2014 KZ174
- 2014 KA175
- 2014 KB175
- 2014 KC175
- 2014 KD175
- 2014 KE175
- 2014 KF175
- 2014 KG175
- 2014 KH175
- 2014 KJ175
- 2014 KK175
- 2014 KL175
- 2014 KM175
- 2014 KN175
- 2014 KO175
- 2014 KP175